# Pseudocalopadia mira
Pseudocalopadia mira är en lavart som beskrevs av Lücking 1999. Pseudocalopadia mira ingår i släktet Pseudocalopadia och familjen Ectolechiaceae.   Inga underarter finns listade i Catalogue of Life.